# Квадр

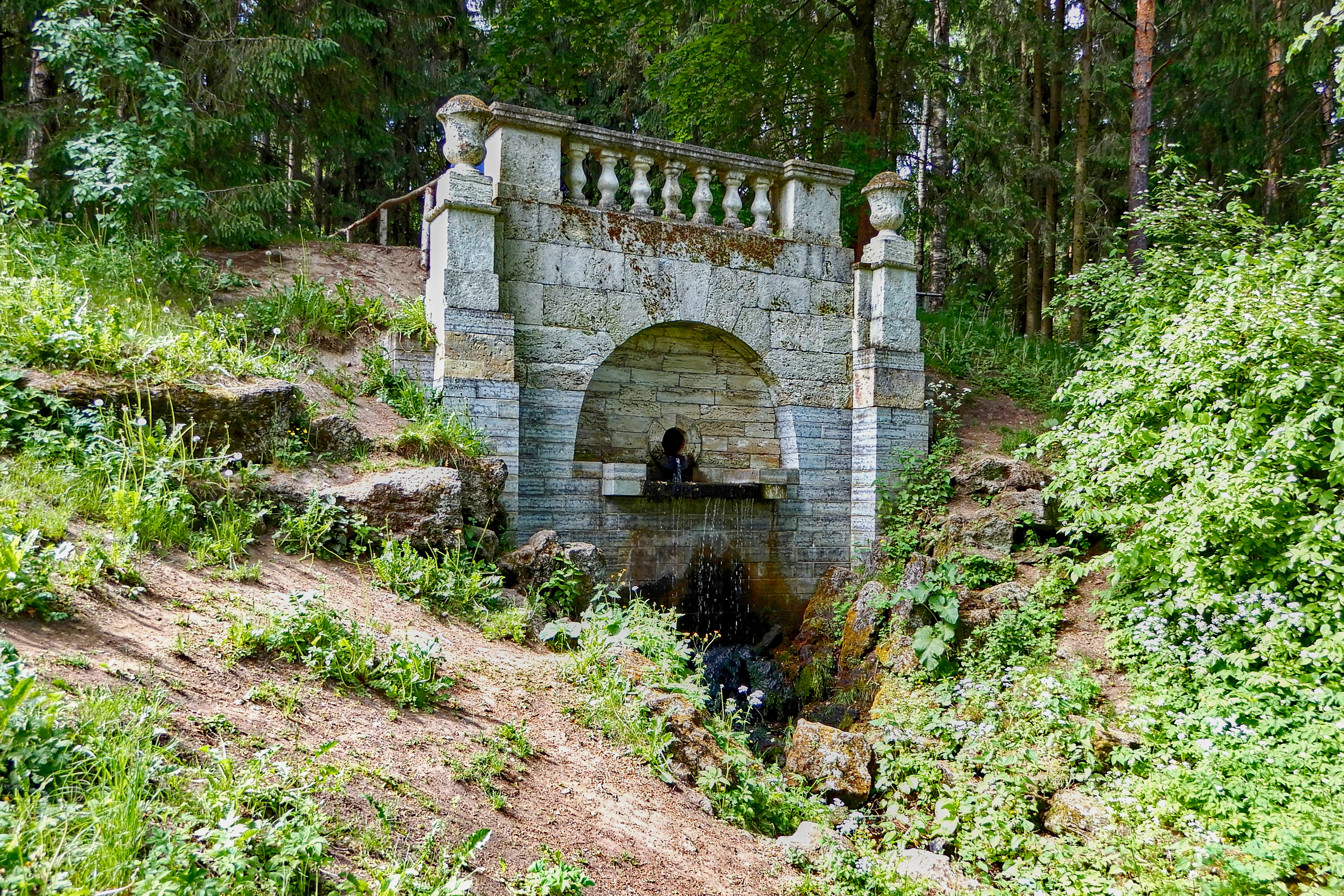
Сложенная из квадров стена Большого каскада в Павловске

Квадр (итал. quadro — четырёхугольник) — крупный, правильно отёсанный и приготовленный для кладки каменный блок в форме прямоугольного параллелепипеда или призмы.
Перед тем как стать элементом каменной стены боковые грани и постели (поверхности снизу и сверху) каждого квадра тщательно сглаживались для обеспечения плотного контакта с такими же соседними камнями. При работе с каменным материалом прочных пород плоскости примыкания камней не отёсывались полностью, обрабатывалась только полоса по контуру и углублялась средняя часть, так как запас прочности твёрдых камней избыточен, а оставшейся поверхности контакта вполне хватало для сопротивления нагрузкам. При этом, обращённая внутрь стены, задняя часть камня (хвост) не подвергалась обработке вообще. Лицевая часть (лицо) могла быть обработана как угодно, нередко для её внешнего оформления использовалась рустика.
В архитектуре квадры имели не только технологическое, но и тектоническое значение, например в древнегреческом зодчестве они выполняли функцию своеобразных модулей строительных сооружений, определяя их характер и назначение, а швы между квадрами подчёркивали членения стен.